# Elena-Teodora Cadar
Elena-Teodora Cadar (* 24. Februar 1994) ist eine rumänische Tennisspielerin.

## Karriere
Cadar begann mit acht Jahren das Tennisspielen und bevorzugt Hartplätze. Sie gewann bisher neun Einzel- und 17 Doppeltitel auf der ITF Women’s World Tennis Tour.

## Turniersiege

### Einzel
| Nr. | Datum            | Turnier             | Kategorie   | Belag     | Finalgegnerin        | Ergebnis       |
| --- | ---------------- | ------------------- | ----------- | --------- | -------------------- | -------------- |
| 1.  | 26. Oktober 2012 | Aschkelon           | ITF $10.000 | Hartplatz | Ekaterina Tour       | 1:6, 6:1, 6:2  |
| 2.  | 8. Dezember 2013 | Scharm asch-Schaich | ITF $10.000 | Hartplatz | Iryna Schymanowitsch | 6:4, 4:6, 6:3  |
| 3.  | 13. April 2014   | Scharm asch-Schaich | ITF $10.000 | Hartplatz | Nuria Párrizas Díaz  | 2:6, 7:66, 6:4 |
| 4.  | 8. Juni 2014     | Scharm asch-Schaich | ITF $10.000 | Hartplatz | Amy Bowtell          | 6:3, 6:3       |
| 5.  | 15. Juni 2014    | Scharm asch-Schaich | ITF $10.000 | Hartplatz | Anna Morgina         | 6:4, 6:4       |
| 6.  | 9. Juni 2018     | Tel Aviv            | ITF $15.000 | Hartplatz | Nicole Nadel         | 3:6, 6:1, 6:4  |
| 7.  | 28. Oktober 2018 | Scharm asch-Schaich | ITF $15.000 | Hartplatz | Anna Morgina         | 6:4, 3:6, 6:0  |
| 8.  | 20. März 2022    | Scharm asch-Schaich | ITF W15     | Hartplatz | Eudice Chong         | 7:5, 6:3       |
| 9.  | 11. Februar 2024 | Scharm asch-Schaich | ITF W15     | Hartplatz | Katarína Kužmová     | 6:3, 6:4       |

### Doppel
| Nr. | Datum              | Turnier             | Kategorie   | Belag     | Partnerin                 | Finalgegnerinnen                       | Ergebnis           |
| --- | ------------------ | ------------------- | ----------- | --------- | ------------------------- | -------------------------------------- | ------------------ |
| 1.  | 23. November 2012  | Antalya             | ITF $10.000 | Sand      | Natalija Kostić           | Georgia Brescia Theresa Kleinsteuber   | 6:2, 6:4           |
| 2.  | 27. April 2013     | Scharm asch-Schaich | ITF $10.000 | Hartplatz | Arabela Fernández Rabener | Olga Doroschina Laura Pigossi          | 6:4, 6:3           |
| 3.  | 25. Mai 2013       | Timișoara           | ITF $10.000 | Sand      | Raluca Elena Joitoiu      | Alexandra Damaschin Bianca Hincu       | 6:3, 1:6, [10:7]   |
| 4.  | 24. Mai 2014       | Scharm asch-Schaich | ITF $10.000 | Hartplatz | Anna Morgina              | Diana Bogoliy Nidhi Chilumula          | 3:6, 6:2, [10:5]   |
| 5.  | 16. Mai 2015       | Scharm asch-Schaich | ITF $10.000 | Hartplatz | Anastasia Kharchenko      | Ola Abou Zekry Julia Terziyska         | 6:2, 6:3           |
| 6.  | 23. Mai 2015       | Scharm asch-Schaich | ITF $10.000 | Hartplatz | Britt Geukens             | Naomi Cavaday Francesca Stephenson     | 7:65, 1:0 Aufgabe  |
| 7.  | 27. Februar 2016   | Scharm asch-Schaich | ITF $10.000 | Hartplatz | Oana Georgeta Simion      | Jacqueline Cabaj Awad Veronika Kapshay | 6:3, 6:2           |
| 8.  | 8. Juli 2016       | Iași                | ITF $10.000 | Sand      | Giorgia Marchetti         | Kassandra Davesne Irina Fetecău        | 7:67; 6:71, [11:9] |
| 9.  | 17. September 2016 | Scharm asch-Schaich | ITF $10.000 | Hartplatz | Britt Geukens             | Ana Bianca Mihăilă Shweta Chandra Rana | 6:3, 6:1           |
| 10. | 24. September 2016 | Scharm asch-Schaich | ITF $10.000 | Hartplatz | Guadalupe Pérez Rojas     | Ana Bianca Mihăilă Shweta Chandra Rana | 7:5, 7:65          |
| 11. | 9. Juni 2018       | Tel Aviv            | ITF $15.000 | Hartplatz | Vlada Katic               | Shahar Biran Laetitia Pulchartová      | 6:3, 3:6, [10:6]   |
| 12. | 3. April 2021      | Scharm asch-Schaich | ITF W15     | Hartplatz | Olivia Gadecki            | Raphaëlle Lacasse Anna Sisková         | 6:3, 6:4           |
| 13. | 20. November 2021  | Scharm asch-Schaich | ITF W15     | Hartplatz | Wong Hong-yi              | Bai Zhuoxuan Punnin Kovapitukted       | 6:2, 6:3           |
| 14. | 23. September 2023 | Scharm asch-Schaich | ITF W15     | Hartplatz | Sandra Samir              | Ashmitha Easwaramurthi Anna Sedysheva  | 6:2, 7:5           |
| 15. | 30. September 2023 | Scharm asch-Schaich | ITF W15     | Hartplatz | Sandra Samir              | Zuzanna Bednarz Laura Cíleková         | 6:1, 6:4           |
| 16. | 7. Oktober 2023    | Scharm asch-Schaich | ITF W15     | Hartplatz | Arlinda Rushiti           | Alexandra Pospelowa Darja Selinskaja   | 2:6, 6:3, [11:9]   |
| 17. | 14. Oktober 2023   | Scharm asch-Schaich | ITF W15     | Hartplatz | Karola Patricia Bejenaru  | Alexandra Pospelowa Darja Selinskaja   | 6:3, 6:4           |